# Дядькин, Иосиф Гецелевич
Ио́сиф Ге́целевич Дя́дькин (24 ноября 1928, Белая Церковь — 8 марта 2015, Тверь) — советский и российский физик и геофизик, диссидент и участник правозащитного движения в СССР и постсоветской России, член Московской Хельсинкской группы, общественный деятель.

## Биография

### Ранние годы. Становление в профессии
Родился в 1928 году в городе Белая Церковь Киевской области, в семье провизора. В 1930 году семья переехала в Винницу, откуда он с матерью в 1941 году переехал в Кронштадт, где его отец служил начальником аптеки флотского госпиталя. В начале Великой Отечественной войны эвакуировался с матерью в Воткинск (Удмуртская АССР). Из эвакуации семья вновь вернулась в Кронштадт (1944), где он окончил среднюю школу (1946). В 1952 году окончил Ленинградский политехнический институт.
По окончании института 22 года работал в производственных и исследовательский геофизических организациях Башкирии.

### Научная работа
Участвовал в становлении радиоактивного каротажа в СССР. Кандидат физико-математических наук (1961). В 1964—1973 годах доцент кафедры теоретической и экспериментальной физики Башкирского госуниверситета. С 1974 по 1996 год — заведующий лабораторией теории радиоактивного каротажа во ВНИИГИС в Твери. Опубликовал около 80 научных работ в отечественных и международных научных журналах, включая две монографии о применении ядерной физики в геофизической разведке.
В 1959 году совместно с Алексеем Золотовым принимал участие в экспедиции по изучению феномена Тунгусского метеорита.

### Правозащитная деятельность
В 1976 году написал исследовательскую работу «Статисты», в которой проанализировал открытые демографические данные переписи населения СССР используя строгие методы математической статистики. В результате этого анализа сделал выводы о потерях населения в СССР замалчиваемые советской властью. Иосиф Дядькин подсчитал, что с 1928 по 1941 годы в СССР погибло от всех видов репрессий и голода — от 10 до 15 миллионов человек. А за период с 1941 по 1949 год (то есть за войну и 4 послевоенных года) — 30 миллионов человек. Эта брошюра активно распространялась в самиздате, а впоследствии была опубликована в США.
Занимался правозащитной деятельностью, участвовал в работе Фонда помощи политзаключённым и их семьям.
В 1980 году был арестован по обвинению в «заведомо ложных измышлениях, порочащих советский государственный и общественный строй» (ст. 190.1 УК РСФСР) и приговорён к 3 годам лагерей. В заявлении Александра Солженицына в защиту Дядькина говорилось:

28 апреля [1980] в СССР в г. Калинине (Тверь) арестован геофизик Иосиф Дядькин. Недавно в своей самиздатской работе он произвёл статистическую демографическую оценку неестественной смертности в СССР с 1929 по 1956 год — тех цифр уничтожения, которые коммунистическая власть тщательно скрывает. За попытку выяснить их он несёт расплату. Его научная работа лишена всякого политического аспекта.

Освобождён в 1983 году. В 1989 году по инициативе Сергея Ковалёва был введён в состав возрождённой Московской Хельсинкской группы. Сопредседатель Тверского историко-просветительского и правозащитного общества «Мемориал» с 1994 до 1999 год. В 1998—1999 годах — сопредседатель комиссии по правам человека при губернаторе Тверской области.

## Книги
На русском языке
- Дядькин И. Г. Методы Монте-Карло в физике; Методы Монте-Карло в квантовой механике // Методы Монте-Карло в физике и геофизике. — Уфа: Башкирский Государственный университет, 1973. — 322 с.
- Дядькин И. Г. гл. 1—7 // Ядерная геофизика при исследовании нефтяных месторождений. — М.: Недра, 1978. — 359 с.

На английском языке
- Dyadkin, Iosif G. Unnatural Deaths in the USSR: 1928—1954. — New Brunswick, USA: Transaction Book, 1983. — ISBN 0878559191.